# کوری شریف
کوری شریف (به انگلیسی: Kurree) یک منطقهٔ مسکونی در پاکستان است که در پنجاب واقع شده‌است. کوری شریف ۲۲۰ متر بالاتر از سطح دریا واقع شده‌است.